# 보행자

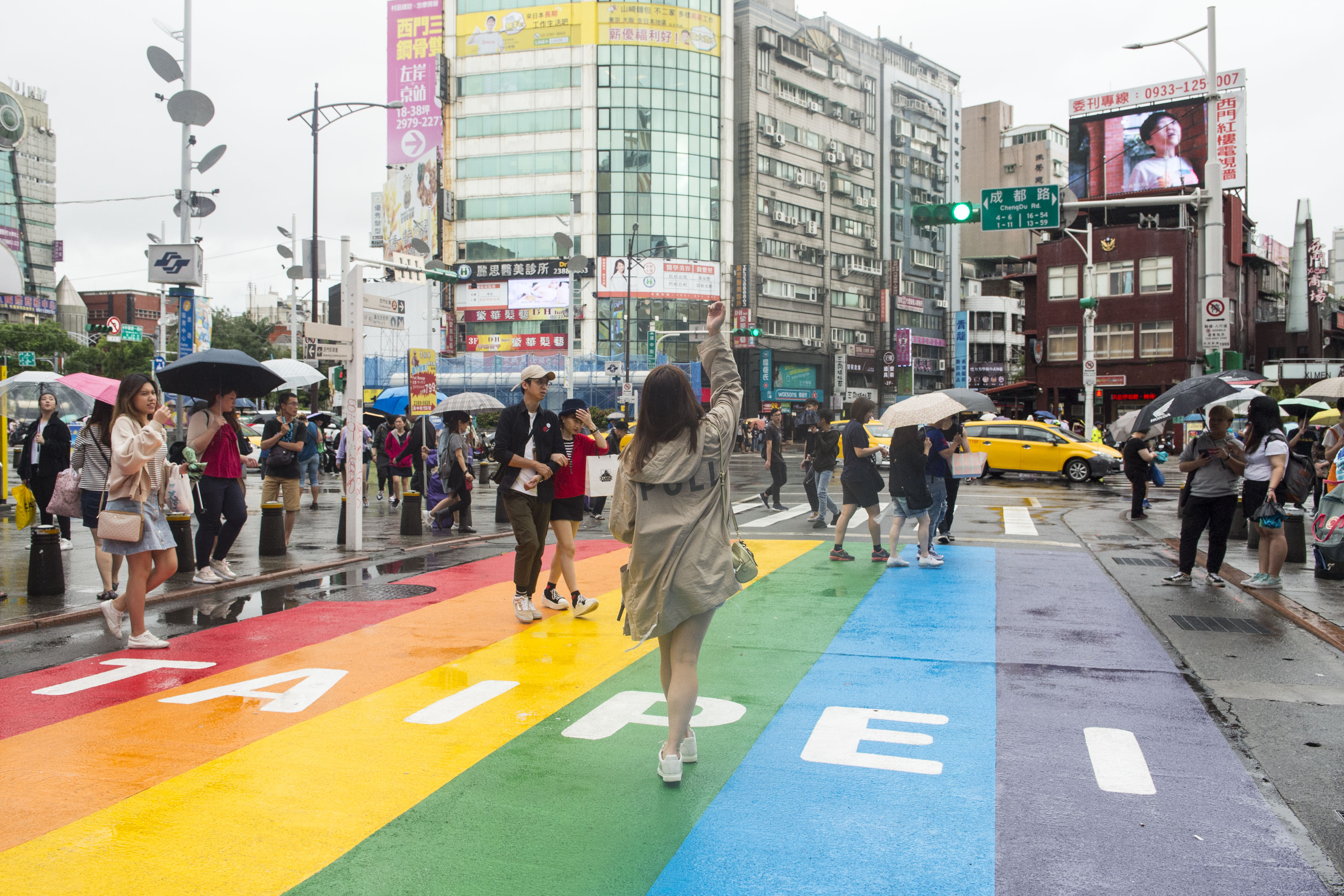
오가는 보행자 (시먼딩, 타이베이)

보행자(步行者, 영어: pedestrian)는 보행하는 사람을 의미한다. 일부 나라나 지역에서는 롤러스케이트, 스케이트보드, 스쿠터 뿐만 아니라 휠체어 같은 작은 바퀴를 이용하여 이동하는 사람도 보행자라고 하기도 한다.

## 역사
걷는 일은 늘 인간의 운동 능력의 주된 수단이 되고 있다. 아프리카로부터 이주한 최초의 인류는 대략 60,000년 전에 보행했다. 이들은 인도 해안을 따라 걸으며 오스트레일리아에 닿았다. 아시아를 가로질러 걸으며 아메리카에 닿았고, 또 중앙아시아에서 유럽으로 걸었다.
20세기 초 자동차의 등장과 함께 자동차가 점령하고 '사람들이 차를 선택했다'는 이야기가 주를 이루지만, 걷기를 일상의 수단으로 선호하는 집단과 운동도 많았다.
18세기와 19세기에는 영국과 미국 등지에서 승마가 여전히 그러하듯이 도보주의(걷기)도 인기 있는 관중 스포츠였다. 그 시대의 가장 유명한 보행자 중 한 명은 스코틀랜드 스톤헤이븐(Stonehaven)의 "유명한 보행자"로 알려진 캡틴 로버트 바클레이 알라디스(Captain Robert Barclay Allardice)였다. 그의 가장 인상적인 업적은 1809년 6월 1일부터 7월 12일까지 매시간 1마일(1.6km)을 1000시간 동안 걷는 것이었다. 이 업적은 많은 사람들의 상상력을 사로잡았으며 약 10,000명의 사람들이 행사 과정을 지켜보기 위해 왔다. 19세기의 나머지 기간 동안 많은 사람들이 이 위업을 반복하려고 시도했는데, 그중에는 이 기술을 더욱 발전시켜 1,000시간 동안 매 15분마다 800m를 걸은 에이다 앤더슨(Ada Anderson)이 포함되었다.
20세기 이후 스포츠로서의 보행에 대한 관심은 줄어들었다. 경마는 여전히 올림픽 종목이지만 대중의 관심을 끌지는 못한다. 그러나 영국의 랜즈 엔드(Land's End)에서 존 오 그로츠(John o' Groats)까지의 걷기, 북미 대륙을 해안에서 해안으로 횡단하는 것과 같은 주요 걷기 위업은 여전히 수행되고 있다. 세계를 일주한 최초의 사람은 1970년 6월 20일 미네소타 주 와세카에서 동쪽으로 걷기 시작한 데이브 쿤스트(Dave Kunst)였으며, 1974년 10월 5일 서쪽에서 이 마을에 다시 들어와 여행을 마쳤다. 이러한 업적은 종종 자선 기금 모금과 관련이 있다.

## 안전 문제
자동차가 보행자 도로를 횡단할 수 있는 경우 안전은 중요한 문제이다. 운전자와 보행자는 도로 사용자의 안전을 향상시킬 책임을 공유한다. 도로 교통사고는 피할 수 없는 것이 아니다. 예측 가능하고 예방 가능하다.
보행자에 대한 주요 위험은 잘 알려져 있다. 교통상해연구재단은 보행자를 자동차 탑승자와 동일한 방식으로 보호하지 않기 때문에 보행자를 취약한 도로 사용자로 설명한다. 보행자와 자동차에 대한 관심이 증가하는 현상은 많은 국가에서 발생하고 있다.
대부분의 보행자 부상은 길을 건너는 동안 발생한다. 보행자와 관련된 충돌 사고는 대부분 밤에 발생한다. 보행자 사망의 대부분은 정면충돌로 인해 사망한다. 이러한 상황에서 성인 보행자는 자동차 앞부분에 부딪히며 골반과 흉부에 충격을 가한다. 머리는 충돌하는 자동차의 속도로 앞유리에 부딪친다. 결국 피해자는 땅바닥에 쓰러진다.
연구에 따르면 도시 범죄, 즉 단순히 범죄를 인지하는 것만으로도 보행자의 정신적, 육체적 건강에 심각한 영향을 미치는 것으로 나타났다. 차량의 개입 없이 보행자 간 행동 또한 보행자 안전의 핵심 요소이다.
일부 특별 이익 단체는 미국 도로에서의 보행자 사망을 대학살로 간주한다. 애리조나, 캘리포니아, 플로리다, 조지아, 텍사스 등 5개 주에서 미국 전체 보행자 사망의 46%가 발생했다. SUV의 등장이 주요 원인으로 꼽힌다. 다른 요인에 대한 추측에는 인구 증가, 휴대폰으로 인한 운전자 주의 산만, 불량한 거리 조명, 음주 및 약물, 과속 등이 포함된다.
도시들은 비지온(Vizion) 제로 계획을 통해 보행자 안전 문제를 해결하는 데 있어 엇갈린 결과를 보였다. 로스앤젤레스는 실패하고 뉴욕시는 성공했다. 그럼에도 불구하고 미국에서는 일부 보행자가 10차선 도로를 건너는 데 40초밖에 걸리지 않는다.
보행자 사망은 미국보다 유럽 연합에서 사고 상황에서 훨씬 더 흔하다. 유럽 연합 국가에서는 매년 200,000명 이상의 보행자와 자전거 이용자가 부상을 입는다. 또한 매년 270,000명 이상의 보행자가 전 세계 도로에서 목숨을 잃는다. 전 세계적으로 보행자는 모든 교통사고 사망자의 22%를 차지하지만 일부 국가에서는 2/3에 달할 수도 있다. 2016년 보행자 사망자 수는 네덜란드에서 인구 백만명당 2.6명, 스웨덴에서 4.3명, 웨일즈에서 인구 백만명당 4.5명, 뉴질랜드에서 5.3명, 독일에서 6.0명이다. 영국 7.1명, 호주 7.5명, 프랑스 8.4명, 스페인 8.4명, 이탈리아 9.4명, 이스라엘 11.1명, 일본 13명, 그리스 13.8명, 미국 18.5명, 폴란드 22.9명, 루마니아 36.3명이다.

### 사고
2014년 프랑스에서는 보행자가 교통 사고로 499명이 사망하였고, 4,323명이 부상당했다.

## 같이 보기
- 길
- 무단횡단
- 보행자 공간
- 교통 정온화
- 걷기